# Meridiani Planum

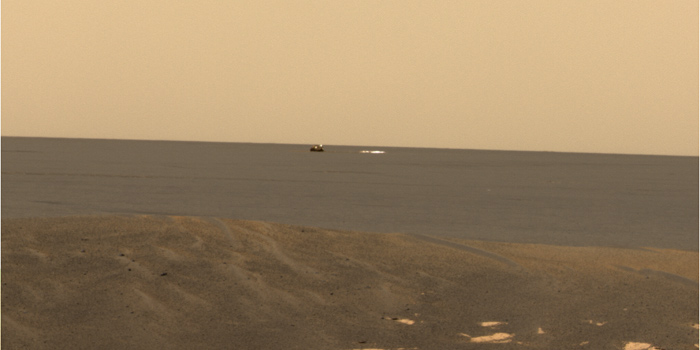
Widok z łazika Opportunity na Meridiani Planum. W oddali widoczna odrzucona osłona i spadochron łazika.

Meridiani Planum – równina na Marsie położona 2 stopnie na południe od równika w najbardziej wysuniętej na zachód części Terra Meridiani. Powierzchnia równiny na podstawie danych z Thermal Emission Spectrometer (TES) sondy Mars Global Surveyor (MGS) wynosi około 175 tys. km2. Występują na niej kryształy hematytu, minerału, który na Ziemi powstaje w pobliżu źródeł termalnych lub na dnie stojących zbiorników wodnych. Wielu naukowców uważa, że w rejonie Meridiani Planum istniały kiedyś źródła termalne lub zbiorniki wodne. Kryształy hematytu stanowią część warstwowej formacji skał osadowych o grubości od 200 do 800 metrów. Inne występujące na równinie formacje geologiczne to bazalt wulkaniczny i kratery uderzeniowe.

## Łazik marsjańskiOpportunity

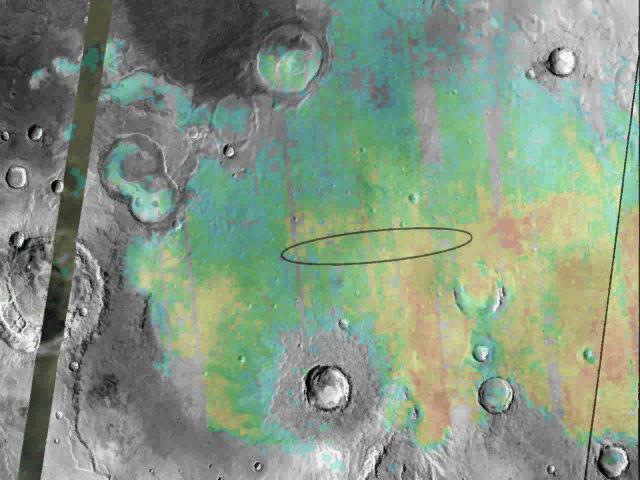
Zdjęcie Meridiani Planum z zaznaczonymi złożami hematytu. Owalem zaznaczono miejsce lądowania łazika Opportunity.

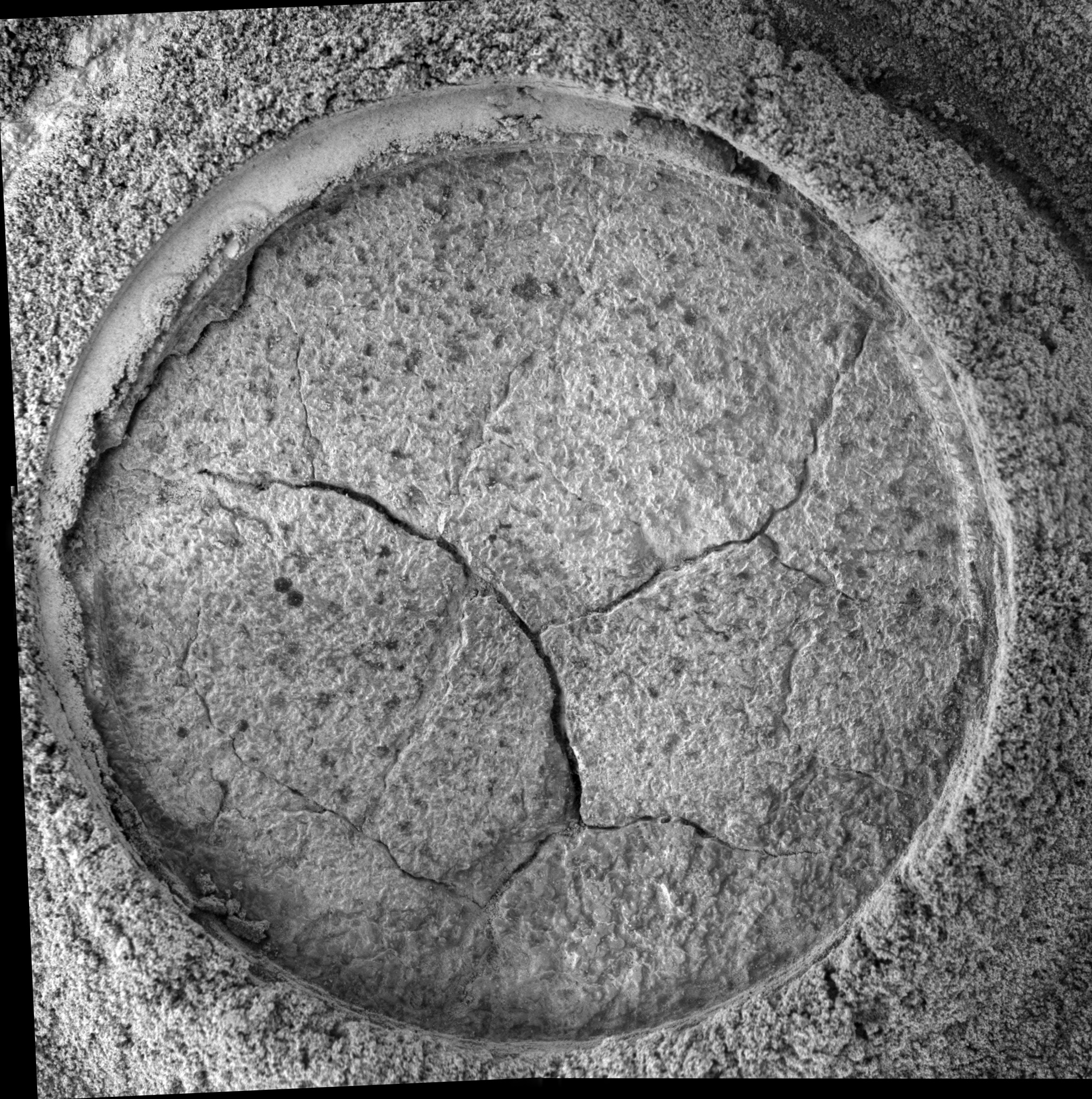
Odsłonięty fragment skały na Meridiani Planum.

W roku 2004 na Meridiani Planum wylądował Opportunity jeden z dwu łazików wysłanych przez NASA w ramach misji Mars Exploration Rover. Równina miała być też miejscem lądowania Mars Surveyor 2001 Lander, który jednak został odwołany po porażce misji Mars Climate Orbiter i Mars Polar Lander.
Wyniki badań Opportunity wskazują, że miejsce lądowania sondy było kiedyś nasiąknięte ciekłą wodą, prawdopodobnie o znacznym zasoleniu i kwasowości. Wskazuje na to obecność warstwowanych przekątnie osadów, drobnych, sferoidalnych kamyczków będących konkrecjami, szczelin w skałach, a także znacznych ilości siarczanu magnezu i innych minerałów zawierających siarczany, takich jak jarosyt.

## Kratery na Meridiani Planum[a]
- Airy – średnica 40 km, położony ok. 375 km na południowy zachód od łazika Opportunity
- Argo – odwiedzony przez Opportunity
- Beagle – odwiedzony przez Opportunity
- Beer
- Eagle – miejsce lądowania Opportunity, ok. 30 m średnicy
- Emma Dean – odwiedzony przez Opportunity
- Endeavour – ostatni cel badań Opportunity, 22 km średnicy
- Endurance – odwiedzony przez Opportunity
- Erebus – odwiedzony przez Opportunity
- Mädler
- Santa Maria – odwiedzony przez Opportunity, średnica ok. 90 m
- Victoria – odwiedzony przez Opportunity, średnica ok. 750 m
- Vostok – odwiedzony przez Opportunity